# Ligne 11 du métro de Madrid
Pour les articles homonymes, voir Ligne 11.
La ligne 11 du métro de Madrid (en espagnol : línea 11 del metro de Madrid) est l'une des treize lignes du réseau métropolitain de Madrid, en Espagne.

## Tracé et stations
La ligne comprend 7 stations sur un parcours de 8,5 km et relie Plaza Elíptica, dans l'arrondissement de Carabanchel, au sud-est de Madrid, à La Fortuna, dans la commune de Leganés.

### Liste des stations
|  |   |  | Station              | Zone | Communes             | Correspondances            |
|  | - |  | -------------------- | ---- | -------------------- | -------------------------- |
|  | x |  | Conde de Casal       |      | Madrid (Retiro)      | Ligne 6 du métro de Madrid |
|  | x |  | Atocha               |      | Madrid (Arganzuela)  | Ligne 1 du métro de Madrid |
|  | x |  | Palos de la Frontera |      | Madrid (Arganzuela)  | Ligne 3 du métro de Madrid |
|  | x |  | Madrid Río           |      | Madrid (Arganzuela)  |                            |
|  | x |  | Comillas             |      | Madrid (Carabanchel) |                            |
|  | ■ |  | Plaza Elíptica       |      | Madrid (Carabanchel) | Ligne 6 du métro de Madrid |
|  | • |  | Abrantes             |      | Madrid (Carabanchel) |                            |
|  | • |  | Pan Bendito          |      | Madrid (Carabanchel) |                            |
|  | • |  | San Francisco        |      | Madrid (Carabanchel) |                            |
|  | • |  | Carabanchel Alto     |      | Madrid (Carabanchel) |                            |
|  | • |  | La Peseta            |      | Madrid (Carabanchel) |                            |
|  | ■ |  | La Fortuna           |      | Leganés              |                            |

## Historique
Une première section de la ligne est ouverte à la circulation le 16 novembre 1998 entre Plaza Elíptica  et Pan Bendito. Un premier prolongement est mis en service le 18 décembre 2006 entre Pan Bendito et La Peseta, puis un second le 5 octobre 2010, quand la ligne atteint La Fortuna

## Développements futurs
Le 3 juillet 2018, le Consortium régional des transports de Madrid confirme le choix du prolongement de la ligne depuis Plaza Elíptica jusqu'à Conde de Casal, où elle serait en correspondance avec la ligne 6, avec également une station à la gare d'Atocha, où serait établie une correspondance avec la ligne 1. Le projet, qui prévoit la réalisation d'une nouvelle section de 6,3 km comprenant quatre nouvelles stations, est présenté en juillet 2019. Une station supplémentaire est prévue pour desservir le quartier de Comillas. Les travaux de ce prolongement, le premier d'une série de quatre qui doit transformer la ligne 11 en une longue diagonale de 33 km, commencent le 1er novembre 2022 pour une durée estimée de 42 mois.